# Club Ciclista Juninense
Le Club Ciclista Juninense est un club argentin de basket-ball évoluant en Liga Nacional de Básquetbol, soit le plus haut niveau du championnat argentin. Le club est basé dans la ville de Junín.